# Paitzdorf
Paitzdorf település Németországban, azon belül Türingiában. Lakosainak száma 420 fő (2023. december 31.).

## Népesség
A település népességének változása:
| Lakosok száma | 422  | 420  | 408  | 415  | 420  |
|               | 2017 | 2019 | 2021 | 2022 | 2023 |